# Antonio R. Frausto
Antonio R. Frausto (n. San Luis Potosí; 20 de septiembre de 1897 - Ciudad de México; 29 de enero de 1954), fue un actor de la  época de oro del cine mexicano. 

## Biografía
Nació en la Ciudad de San Luis Potosí y falleció a la edad de 56 años en la Ciudad de México. Actor que inició su carrera en el Cine Mexicano en el año 1931 en la primera película sonora "Santa". Realizó un total de 93 películas en toda su carrera. Original por su manera de trabajar, era muy especial puesto que no tenía estudios de actuación, era un actor nato con un carisma único que todos lo recordamos en producciones de las que al día de hoy son clásicos, él fue quien interpretó a Porfirio Díaz en muchas producciones. Lo llamaban "el eterno Porfirio" en una de sus últimas películas en donde interpretó por última vez a este personaje, fue en "Sobre las Olas" al lado de Pedro Infante con quien realizó 10 películas, grandes actores trabajaron con él, cuando ellos empezaban su carrera en la actuación. 
Es recordado por su papel de Tiburcio Maya en el clásico filme Vámonos con Pancho Villa del cineasta Fernando de Fuentes.

## Filmografía

### Actor
- El enamorado (1952)
- Ahora soy rico (1952)
- Cuatro noches contigo (1952)
- Canasta uruguaya (1951)
- María Montecristo (1951)
- El siete machos (1951)
- Para que la cuna apriete (1950)
- Por la puerta falsa (1950)
- Sobre las olas (1950)
- Anacleto se divorcia (1950)
- Azahares para tu boda (1950)
- Cuando los hijos odian (1950)
- La liga de las muchachas (1950)
- La posesión (1950)
- Los olvidados  (1950)
- La oveja negra (1949)
- El baño de Afrodita (1949)
- La hija del penal (1949)
- La mujer que yo perdí (1949)
- Arriba el norte (1949)
- La panchita (1949)
- Medianoche (1949)
- Negra consentida (1949)
- Yo dormí con un fantasma (1949)
- Ojos de juventud (1948)
- Angelitos negros (1948)
- El gallero (1948)
- Rosenda (1948)
- ¡Ay, Palillo, no te rajes! (1948)
- Mystery in Mexico (1948)
- Los tres huastecos (1948)
- Enrédate y verás (1948)
- Yo soy tu padre (1948)
- Los tres García (1947)
- ¡Vuelven los García! (1947)
- El amor abrió los ojos (1947)
- Felipe fue desgraciado (1947)
- Cuando lloran los valientes (1947)
- Bodas trágicas (1946)
- No basta ser charro (1946)
- La hora de la verdad (1945)
- La pajarera (1945)
- La fuga (1944)
- La China poblana (1944)
- México de mis recuerdos (1944)
- Adiós juventud (1943) (sin crédito)
- Una carta de amor (1943)
- El rayo del sur (1943)
- Doña Bárbara (1943)
- De Nueva York a Huipanguillo (1943)
- El padre Morelos (1943)
- ¡Así se quiere en Jalisco! (1942)
- Las tres viudas de papá (1942)
- Amanecer ranchero (1942)
- La canción del plateado (1942)
- Alejandra (1942)
- Papá se enreda otra vez (1942)
- La epopeya del camino (1942)
- Cuando los hijos se van (1941)
- La vuelta del Charro Negro (1941)
- Ahí está el detalle (1940)
- Los apuros de Narciso (1940)
- En tiempos de don Porfirio (1940)
- La bestia negra (1939)
- El cobarde (1939)
- Cada loco con su tema (1939)
- Hombres de mar (1938)
- México lindo (1938)
- La tía de las muchachas (1938)
- La adelita (1938)
- Huapango (1938)
- Canción del alma (1938)
- ¡Así es mi tierra! (1937)
- El impostor (1937)
- ¡Vámonos con Pancho Villa! (1936)
- El rayo de Sinaloa (1935)
- El tesoro de Pancho Villa (1935)
- Doña Malinche (1935)
- Monja casada, virgen y mártir (1935)
- Payasadas de la vida (1934)
- Juárez y Maximiliano (1934)
- Oro y plata (1934)
- El héroe de Nacozari (1934)
- El compadre Mendoza (1934)
- Almas encontradas (1934)
- Enemigos (1934)
- Tiburón (1933)
- El tigre de Yautepec (1933)
- La calandria (1933)
- El prisionero trece (1933)
- La llorona (1933)
- Revolución (1933)
- Santa (1932)
- Mano a mano (1932)